# تيكاتي
تيكاتي (بالإسبانية: Tecate) مدينة مكسيكية صغيرة تقع في ولاية باها كاليفورنيا، المكسيك، قرب الحدود المكسيكية - الأمريكية مع مدينة سان دييغو، كاليفورنيا، الولايات المتحدة. اعتباراً من عام 2010، بلغ عدد سكان مدينة تيكاتي 64,764 (أربعة وستون الفاً وسبعمائة وأربعة وستون) نسمة.
اشتهرت المدينة نسبةً إلى الجعة التي تحمل اسم المدينة «جعة تيكاتي» أشهر أنواع الجعة في المكسيك، والتي تصنعها شركة هينيكين المكسيك، التابعة لشركة هينيكن الدولية.

## تاريخ المدينة
أسست مدينة تيكاتي في 12 أكتوبر، 1892، تحيط المدينة العديد من الهضاب والجبال أبرزها جبل كوتشاما الذي يصل ارتفاعه إلى (1،184م؛ 3،883ق).

## الطبيعة الجغرافية
ترتفع مدينة تيكاتي مايقارب 541 متراً (1،775قدم) عن مستوى سطح البحر. وقربها من المحيط يساهم في مناخها المعتدل. تهطل الأمطار في المدينة بصورة كافية لتغطي أراضي بالشجيرات الصغيرة.
يمر في المدينة نهراً صغيراً يحمل نفس الاسم ويعبر الحدود نحو الولايات المتحدة ويصل إلى مدينة «تيكاتيتو» (عدد سكانها حوالي 100 نسمة)، في ولاية كاليفورنيا بالجانب الأمريكي.

## البنى التحتية

### المواصلات
يمر في مدينة تيكاتي الطريق السريع المكسيكي الإتحادي (رقم 2) الذي يربط تيخوانا مع ميكسيكالي عبر جبال سييرا.

## الطقس
| الشهر                                   | يناير       | فبراير      | مارس        | أبريل        | مايو         | يونيو        | يوليو        | أغسطس        | سبتمبر       | أكتوبر       | نوفمبر       | ديسمبر      | المعدل السنوي |
| --------------------------------------- | ----------- | ----------- | ----------- | ------------ | ------------ | ------------ | ------------ | ------------ | ------------ | ------------ | ------------ | ----------- | ------------- |
| الدرجة القصوى °م (°ف)                   | 32.0 (89.6) | 32.0 (89.6) | 36.0 (96.8) | 39.0 (102.2) | 42.0 (107.6) | 44.0 (111.2) | 44.0 (111.2) | 47.0 (116.6) | 46.0 (114.8) | 41.1 (106.0) | 39.0 (102.2) | 32.0 (89.6) | 47.0 (116.6)  |
| متوسط درجة الحرارة الكبرى °م (°ف)       | 18.9 (66.0) | 19.6 (67.3) | 20.2 (68.4) | 23.0 (73.4)  | 25.5 (77.9)  | 29.5 (85.1)  | 33.3 (91.9)  | 33.7 (92.7)  | 32.2 (90.0)  | 28.0 (82.4)  | 23.0 (73.4)  | 19.7 (67.5) | 25.6 (78.1)   |
| المتوسط اليومي °م (°ف)                  | 11.2 (52.2) | 11.7 (53.1) | 12.6 (54.7) | 14.5 (58.1)  | 16.8 (62.2)  | 20.1 (68.2)  | 23.6 (74.5)  | 24.0 (75.2)  | 22.3 (72.1)  | 18.5 (65.3)  | 14.4 (57.9)  | 11.8 (53.2) | 16.8 (62.2)   |
| متوسط درجة الحرارة الصغرى °م (°ف)       | 3.4 (38.1)  | 3.9 (39.0)  | 4.9 (40.8)  | 6.1 (43.0)   | 8.2 (46.8)   | 10.6 (51.1)  | 13.9 (57.0)  | 14.2 (57.6)  | 12.3 (54.1)  | 9.0 (48.2)   | 5.9 (42.6)   | 3.9 (39.0)  | 8.0 (46.4)    |
| أدنى درجة حرارة °م (°ف)                 | −9.0 (15.8) | −8.0 (17.6) | −5.0 (23.0) | −2.0 (28.4)  | 0.5 (32.9)   | 0.0 (32.0)   | 2.0 (35.6)   | 1.0 (33.8)   | 2.0 (35.6)   | −3.0 (26.6)  | −3.0 (26.6)  | −4.0 (24.8) | −9.0 (15.8)   |
| الهطول مم (إنش)                         | 74.8 (2.94) | 63.7 (2.51) | 60.7 (2.39) | 28.5 (1.12)  | 7.6 (0.30)   | 3.6 (0.14)   | 3.6 (0.14)   | 4.8 (0.19)   | 4.6 (0.18)   | 14.5 (0.57)  | 34.4 (1.35)  | 52.4 (2.06) | 353.2 (13.91) |
| متوسط أيام هطول الأمطار (≥ 0.1 mm)      | 6.8         | 6.3         | 5.7         | 4.3          | 1.8          | 0.8          | 0.6          | 0.5          | 0.9          | 2.1          | 3.7          | 5.4         | 38.9          |
| المصدر: Servicio Meteorologico Nacional |             |             |             |              |              |              |              |              |              |              |              |             |               |

## المدينة التوأم
- ناشيونال سيتي، سان دييغو، كاليفورنيا

## معرض صور

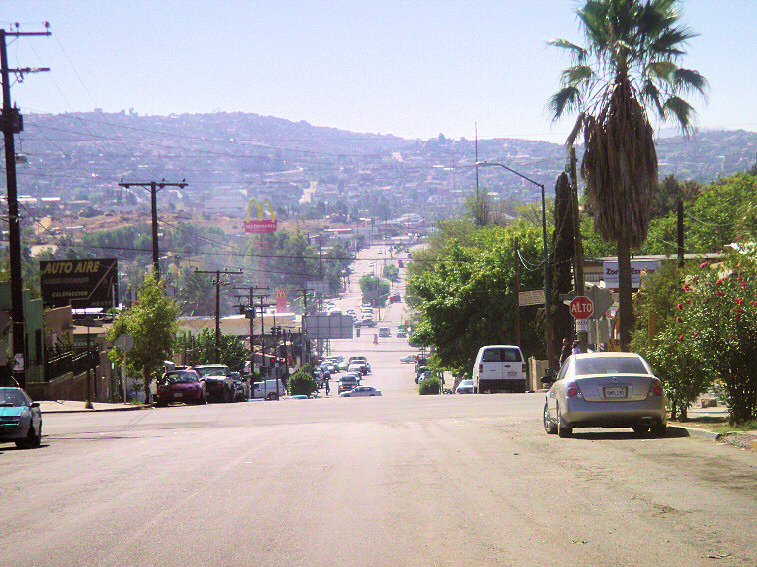
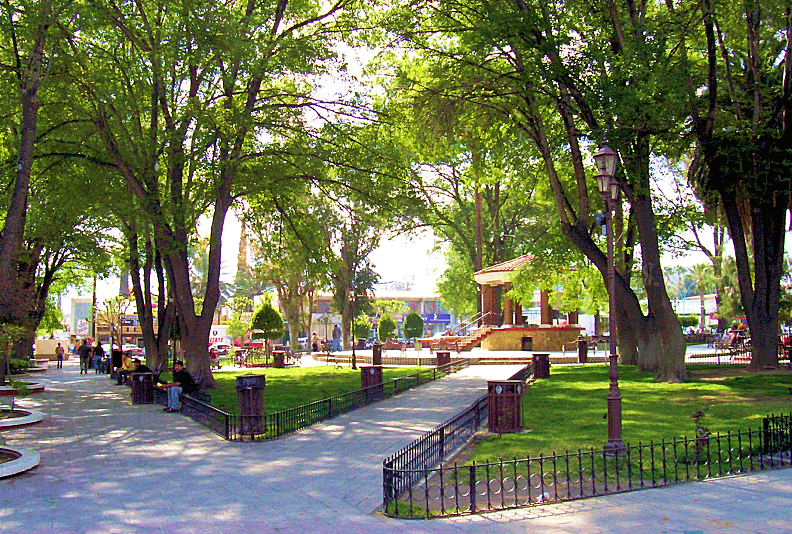
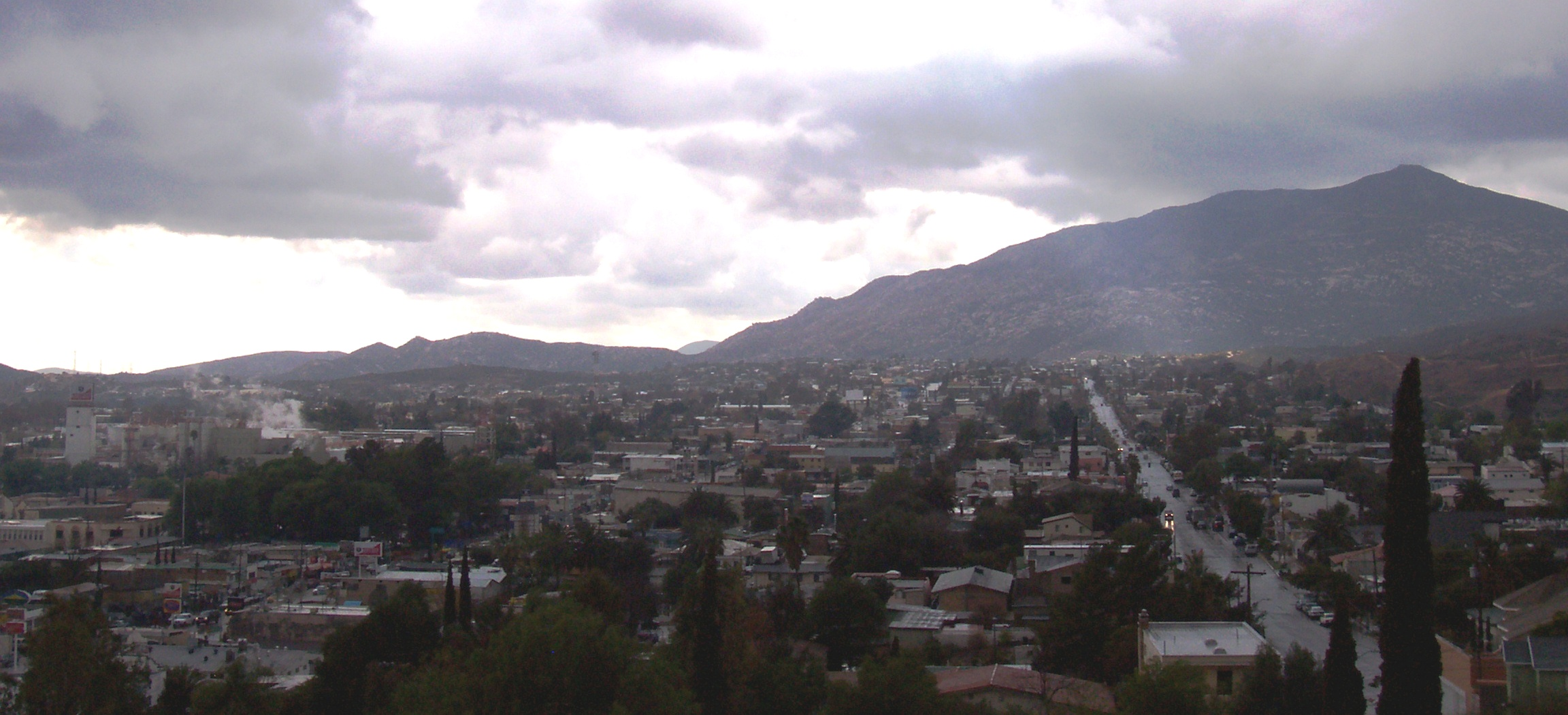

## أعلام
- ماركوس أنطونيو لوبيز
- أنطونيو أوروزكو

## وصلات خارجية
- مدينة تيكاتي على موقع gogringo.com